# 若い騎士の肖像
『若い騎士の肖像』（わかいきしのしょうぞう、イタリア語: Ritratto di cavaliere）は、ヴィットーレ・カルパッチョが1510年に、キャンバス（218 cm×152 cm）に制作したテンペラ画で、マドリードのティッセン＝ボルネミッサ美術館に所蔵されている。

## 歴史
この作品の存在が知られた歴史は比較的浅く、1919年の時点ではヨークシャーのバーノン・ウェントワース (Vernon-Wentworth) のコレクションに入っていた。同年11月3日、ロンドンのクリスティーズで競売にかけられ、ロンドンのサリー (Sully) のコレクションが購入した。その後、ニューヨークのオットー・H・カーンのコレクションに入ったが、1935年の時点ではハインリヒ・ティッセン＝ボルネミッサ男爵の所有となってルガーノにあり、1992年からはマドリードのティッセン＝ボルネミッサ美術館の所蔵となっている。

## 内容と様式
描かれた若い騎士は、前景に立ち、足はしっかりとコンパスのように開かれ、今にも剣を引き抜こうと構えており、背景には、フランドル絵画を思わせるような細部にまで細心の注意が払われた風景が描かれている。
後景には、甲冑を着けて騎乗した別の騎士が、堅固な城壁から出てくるところが描かれ、その壁には襲歩（ギャロップ）する馬を模った木製の標識が掲げられている。若い騎士の近くには犬がいるが、後景の騎士が乗る馬に続くように、もう一匹の犬が出てくる。描かれた動植物は、何であるかが完全にわかり、動物では犬のほか、純潔と完全性を象徴するオコジョ、鹿、不死を象徴する孔雀、ウサギがあり、また多数の鳥が空中や右手の水辺に配されている。
左側の地面に置かれたカルテリーノには、「MALO MORI / QVAM / FOEDARI（穢れより死を）」と書き込まれており、この誰かは分かっていない騎士の美徳を表している。

## 解釈
ここに描かれた若い騎士が誰であるかは、長く議論されてきた。ウルビーノ公フランチェスコ・マリーア1世・デッラ・ローヴェレとする説と、ナポリ王フェルディナンド2世とする説が有力である。より最近では、ヴェネツィア共和国の貴族 (patrizio) で、モレア（ペロポネソス半島）のメトニの要塞指揮官だったマルコ・ガブリエル (Marco Gabriel) とする説もある。この説によると、カルパッチョに制作を委嘱したのは、おそらくはコローニの要塞指揮官でサンジョルジュ・デリ・スキアヴォーニ同信会の理事でもあったパオロ・ヴァラレッソ (Paolo Vallaresso) の提案を受けたガブリエリ家であり、その目的は、1500年のオスマン帝国によるモドネ包囲の間、そしてその後、捕虜となっていた間、臆病者と謗られていたマルコ・ガブリエルの名誉を回復することであったとされる。マルコ・ガブリエルは、オスマン軍によってコンスタンティノープルへ移送され、1501年11月4日に斬首されていた。

## ギャラリー

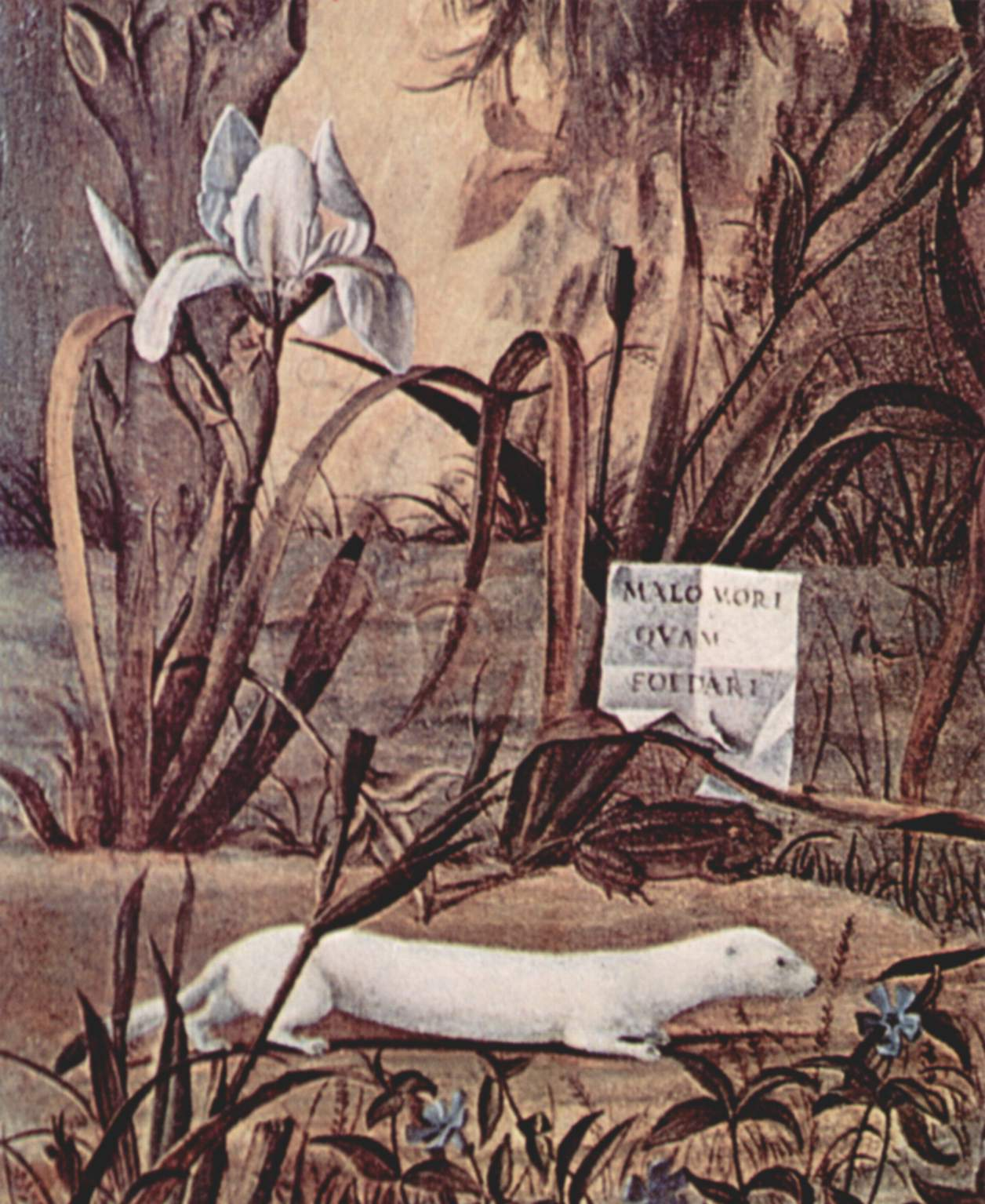
画面左下の部分。オコジョとモットーが記されたカルテリーノが配された草むら。
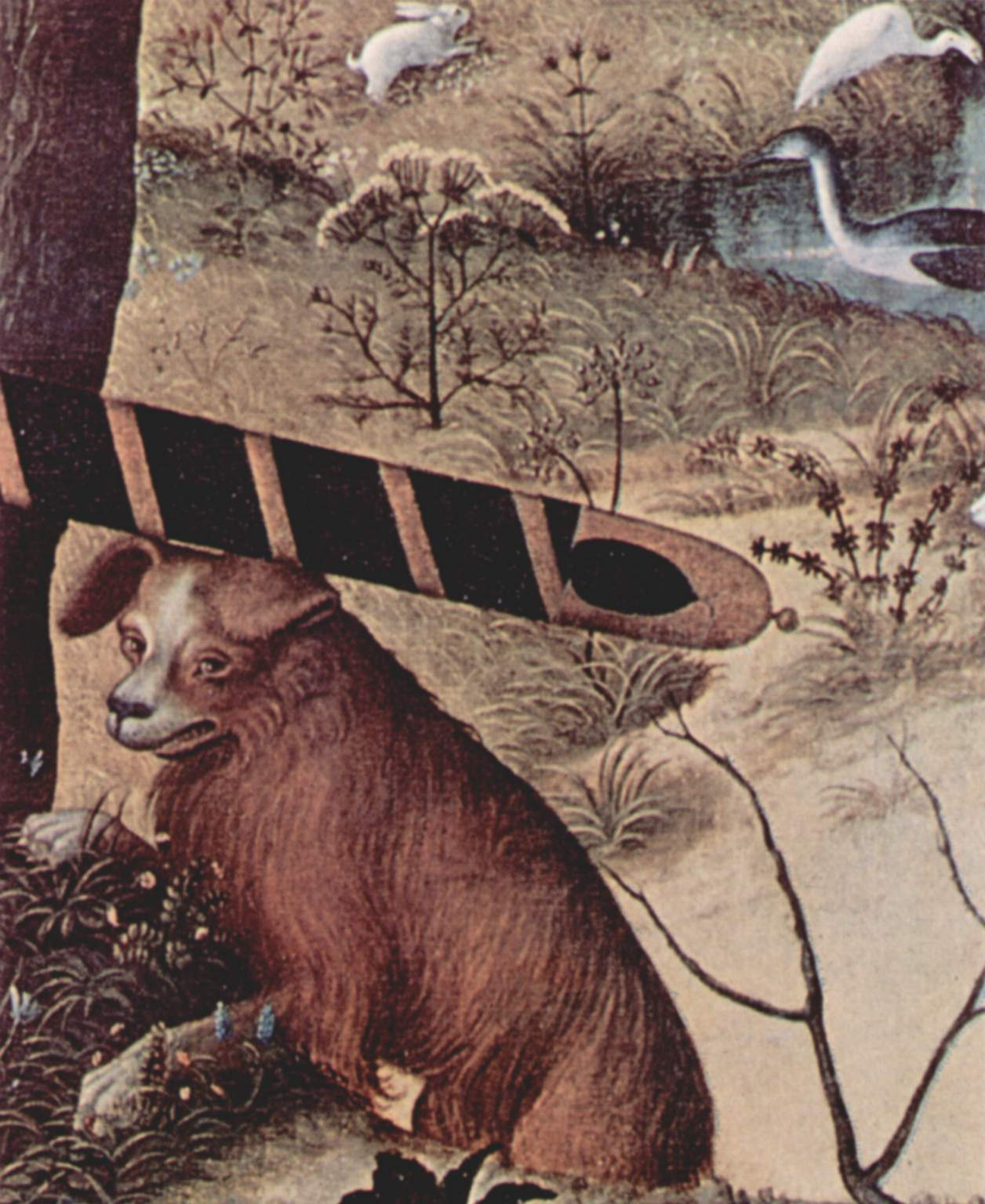
画面右中段の部分。犬が描かれている。
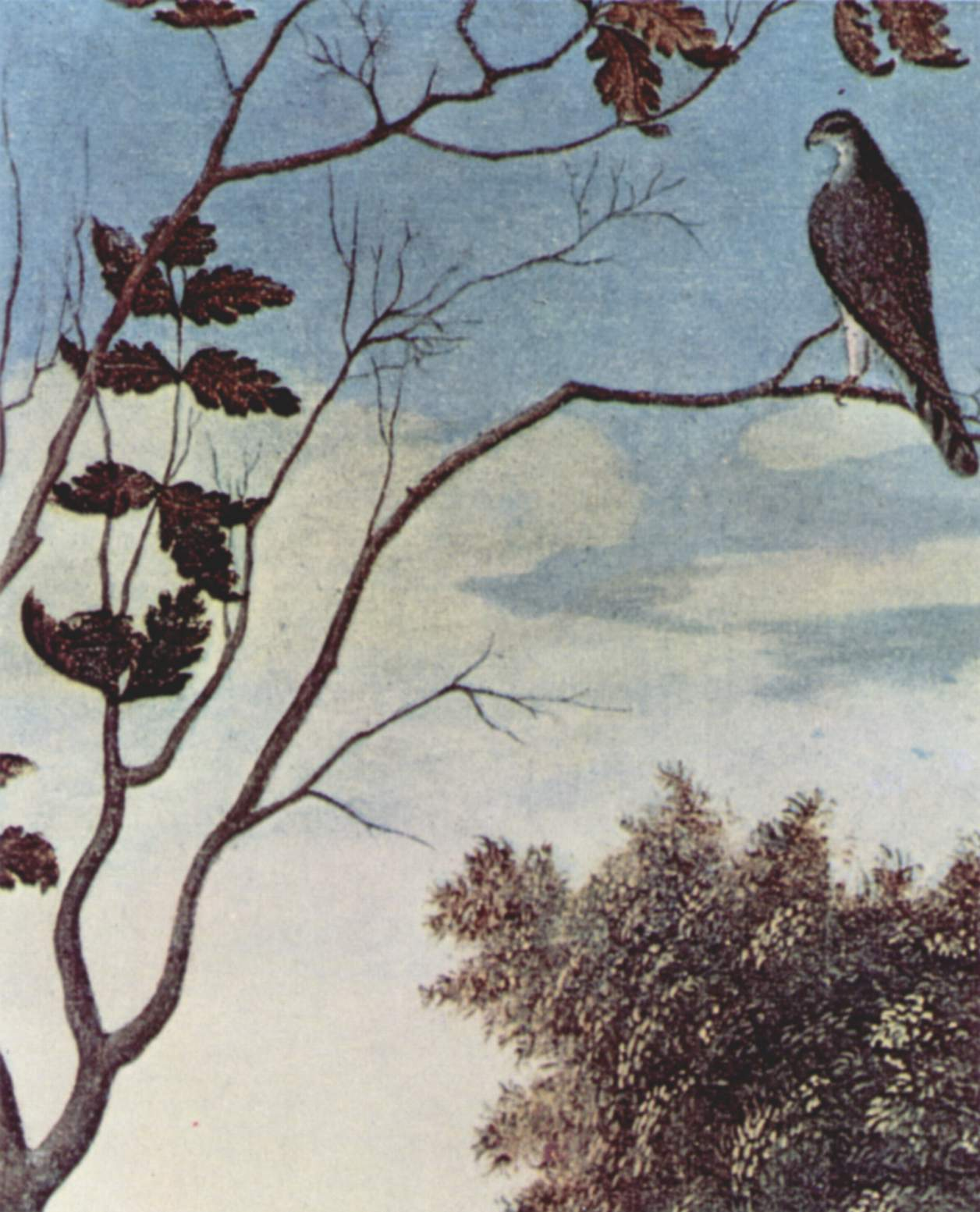
画面右上の部分。枝にとまる猛禽類の鳥。
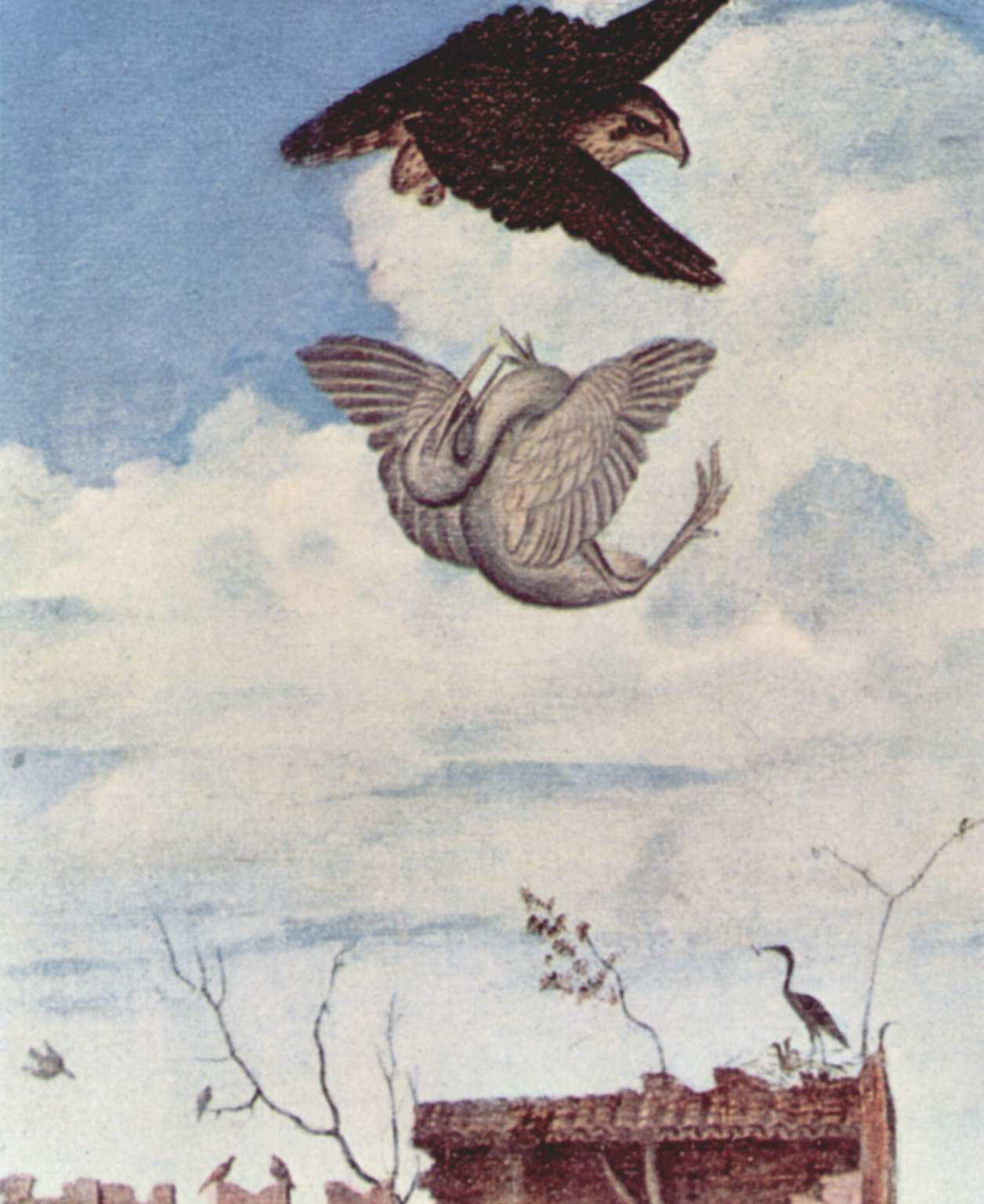
画面左上の部分。空中で争う鳥たち。